# Итальянский брейнрот

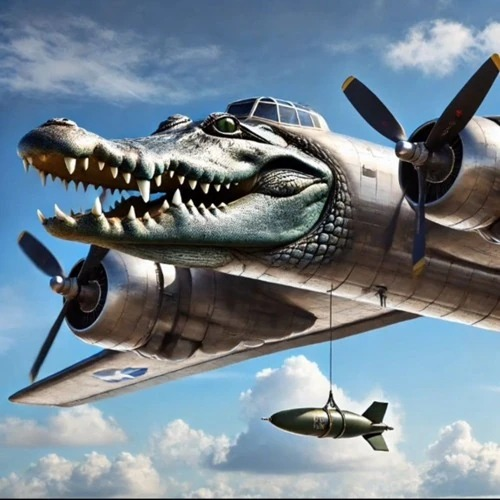
Одним из характерных примеров является образ под названием Bombardiro Crocodilo — визуальное сочетание головы крокодила и корпуса бомбардировщика, созданное при помощи нейросети

Италья́нский брейнро́т (англ. Italian brainrot) — интернет-мем, возникший в начале 2025 года, характеризующийся абсурдными, сюрреалистическими и ироничными фотографиями и видео с участием сгенерированных нейросетью существ с псевдоитальянскими именами (то есть не имеющими отношения к реальному итальянскому, но интонационно и фонетически отсылающими к нему именами, такими как Tralalero Tralala и Bombardiro Crocodilo). Существуют индонезийские и испанские персонажи, которые упоминаются как индонези́йский (англ. Indonesian brainrot) и испа́нский брейнрот (англ. Spanish brainrot). Смысл в видеороликах этого жанра отсутствует, часто они отталкивающие, но при этом могут вызывать зависимость от просмотров: целью становится не передача идеи или сюжета, а эмоциональное воздействие.
Термин «брейнрот» (с англ. — «гниение мозга») используется для описания контента, вызывающего одновременно отторжение и зависимость; «брейнрот» вошёл в список слов года по версии Оксфордского словаря.

## Описание
Животные и существа (персонажи), ассоциируемые с феноменом итальянского брейнрота, представляют собой образы, сгенерированные нейросетями и визуализированные в абсурдной, нарочито нелепой манере. Как правило, это гибриды животных, бытовых объектов, еды, оружия и фантастических элементов, объединённые под нарочито итальянизированными названиями. Эти персонажи сочетают элементы сюрреализма, визуальной тревожности (эффект «зловещей долины») и интернет-иронии, характерной для постироничного юмора поколений Z и Альфа.
Образы часто сопровождаются закадровым синтезированным голосом с итальянским акцентом, читающим абсурдные описания и вымышленную биографию персонажа. Зрители придумывают про нейроживотных истории, устраивают им виртуальные битвы и составляют рейтинги, чтобы выяснить, кто круче.

### Персонажи
Имена некоторых героев брейнрота стилизованы под итальянский язык. Стилизация построена на популярном в интернете приёме: смешении вымышленных слов с окончаниями на «-ини», «-елло», «-аджо» и другими, которые формируют псевдоитальянскую интонацию.
Некоторые персонажи этого мема:

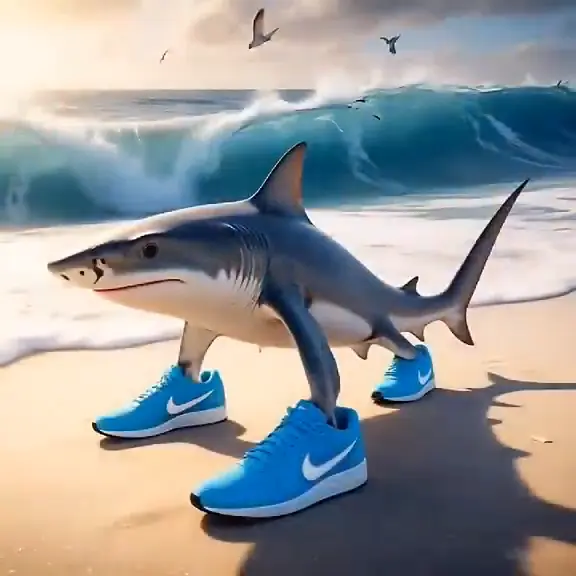
Тралале́ро (Тралале́ло) Тралала́ (англ. Tralalero Tralala) — трёхногая антропоморфная акула в кроссовках Nike, ставшая первым вирусным персонажем жанра. Визуально нелепая акула часто изображается в прыжках или в танце. Сопровождается звукорядом с грубым содержанием➤. Именно с этого образа началось массовое распространение жанра[2][3][4][5][8][9][11].
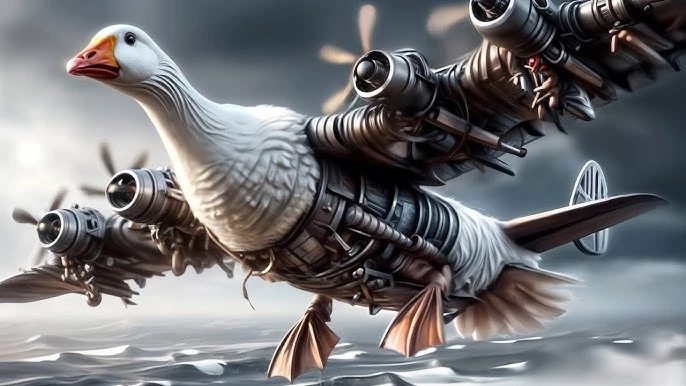
Бомбомбини Гусини (Bombobini Gusini)

- Бомбарди́ро Крокоди́ло (англ. Bombardiro Crocodilo) — гибридное существо, представляющее собой голову крокодила, соединённую с корпусом бомбардировщика Boeing B-17 или B-26. Сопровождается озвучкой, в которой говорится, что он бомбит детей в Газе и Палестине и не верит в Аллаха[12][13] ➤. Этот персонаж является одним из центральных символов жанра, часто тиражируемым в фанатских мемах и творчестве. Используется для создания пародийных и псевдоэпических сюжетов[4][5]. У Бомбардиро Крокодило есть брат — Бомбомби́ни Гуси́ни (англ. Bombombini Gusini) — гибридное существо, представляющее гуся, соединённого с корпусом революционного бронетранспорта, оборудованным реактивными ранцами[2][3][8][9][11][14].
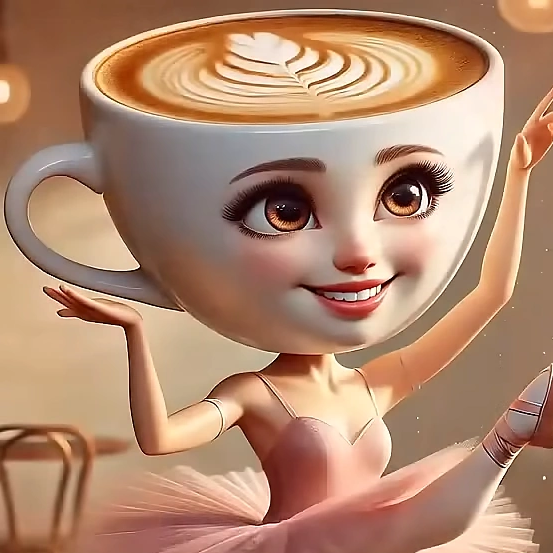
Балери́на Капучи́но (англ. Ballerina Cappuccina) — образ чашки с капучино, облачённой в балетную пачку и вращающейся на пуантах. Персонаж подчёркивает абсурдность жанра сочетанием несочетаемого: бытового объекта и классического танцевального образа. Она была женой Капучино Ассаси́но (англ. Cappucino Assasino). Часто сопровождается фразами, относящимися к итальянской культуре и эстетике[3][5][8][9][11][14].
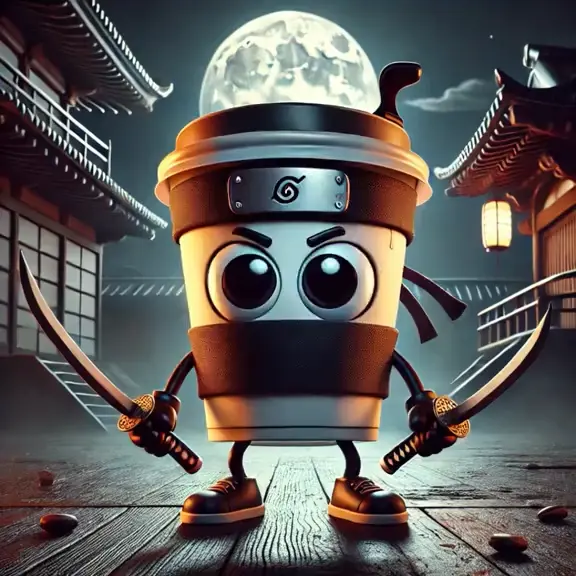
Капучино Ассасино (Cappucino Assasino)
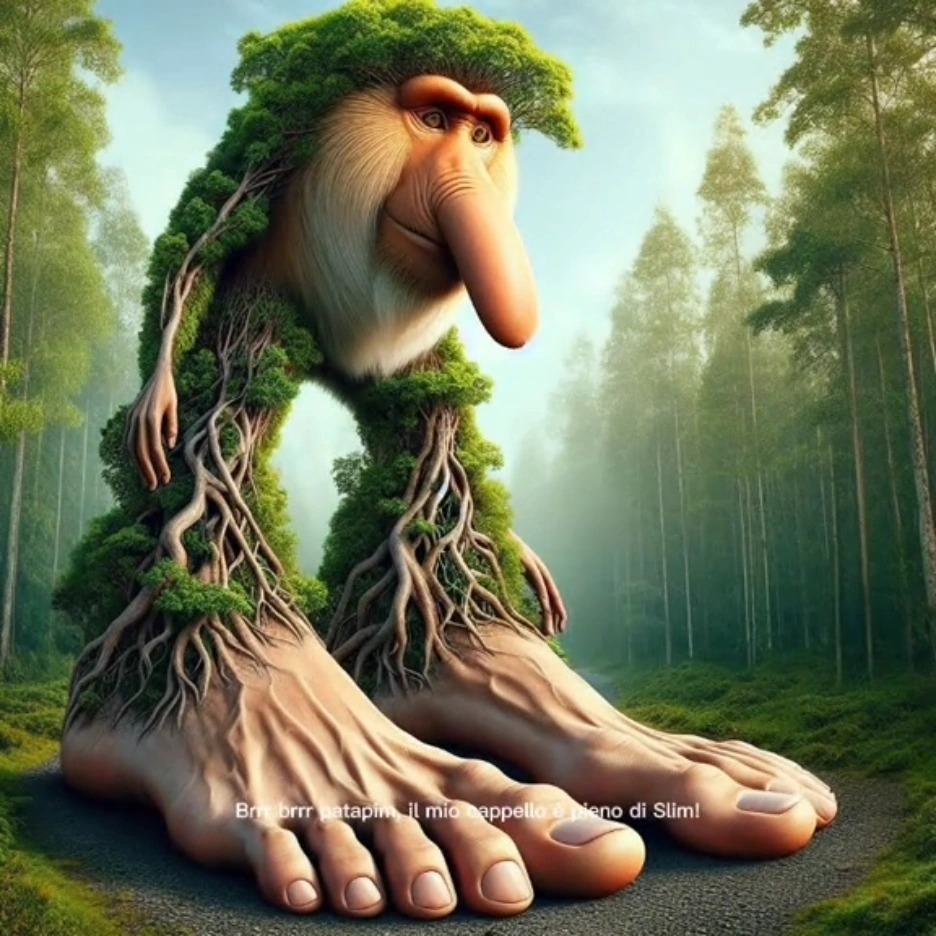
Брр Брр Патапи́м (англ. Brr Brr Patapim) — существо гигантского размера, напоминающее живое дерево и носача. Оно выглядит как смесь древесных элементов и животного, что позволяет ему существовать на границе между настоящим и вымышленным[2][5].
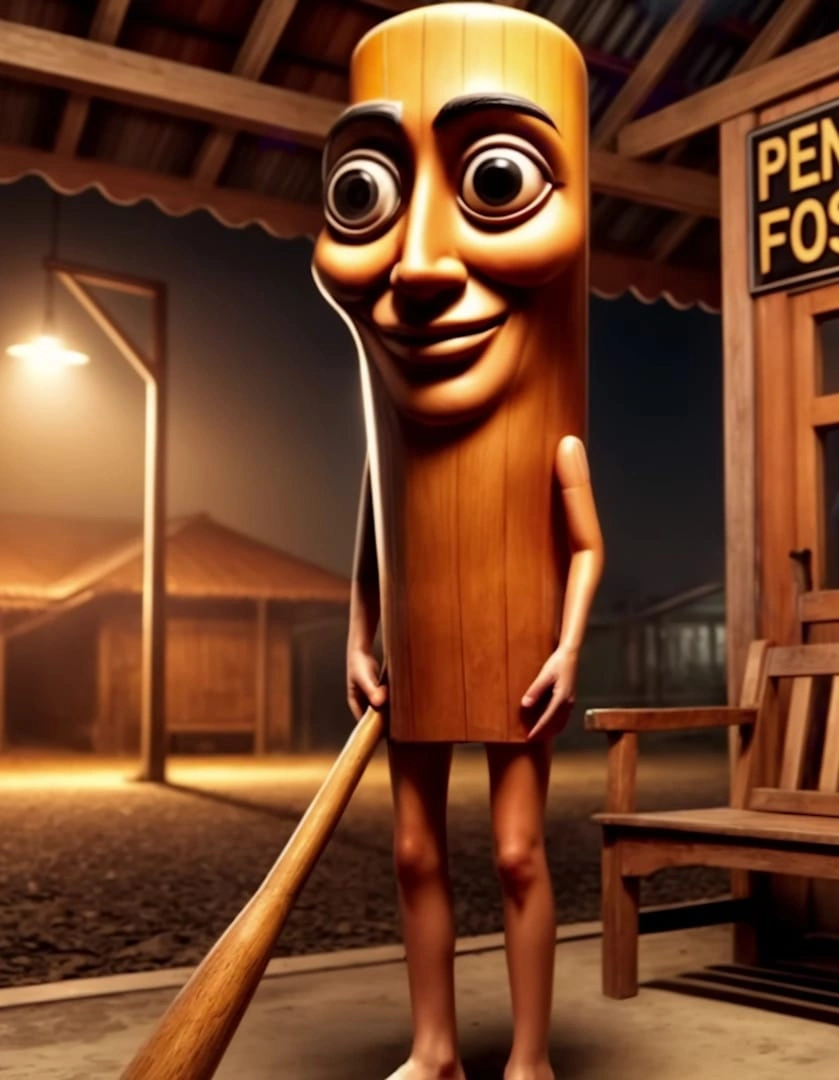
Тунг Тунг Тунг Саху́р (англ. Tung Tung Tung Sahur) — антропоморфное полено с атлетической булавой в руке, стоящее на остановке для автобуса с индонезийским голосом на фоне[2][3][6][9][14]. Само имя персонажа описывает барабанный ритм, используемый для пробуждения людей на предрассветный приём пищи под названием «сухур» в разных частях Индонезии во время месяца Рамадан[15]. Считается главным антагонистом во вселенной итальянского брейнрота и самым сильным существом среди ИИ-животных[8][9].

- Тралалеро (Тралалело) Тралала
(англ. Tralalero Tralala)
- Бомбомбини Гусини
(англ. Bombobini Gusini)
- Балерина Капучино
(англ. Ballerina Cappuccina)
- Капучино Ассасино
(англ. Cappucino Assasino)
- Брр Брр Патапим
(англ. Brr Brr Patapim)
- Тунг Тунг Тунг Сахур
(англ. Tung Tung Tung Sahur)

## Причины популярности
Феномен быстро распространился на платформах TikTok, YouTube и Instagram благодаря сочетанию синтезированной итальянской озвучки, гротескной визуальной подачи, и бессмысленного нарратива. По мнению обозревателя «Газеты.ру» Матвея Куприянова, это связано со спецификой алгоритмов TikTok: эта платформа устроена таким образом, что активно продвигает короткие, яркие и эмоционально насыщенные ролики. Алгоритм выделяет контент, который вызывает сильную, пусть даже и не вполне рациональную реакцию у зрителя — удивление, смех, замешательство. Идеальный ролик должен быть либо очень понятным, либо предельно странным.
Другим важным фактором популярности Куприянов называет эффект «шока от абсурда». Когда человек сталкивается с чем-то настолько нестандартным и лишённым очевидной логики, привычные способы восприятия могут дать сбой. В такие моменты мозг, не находя быстрых объяснений, просто фиксирует происходящее как нечто новое и выбивающееся из привычной картины мира. Именно это ощущение новизны и непредсказуемости нередко провоцирует цепную реакцию: люди возвращаются к увиденному, делятся с другими, создают собственные вариации. Так начинается процесс распространения — повторения, переработки и тиражирования контента. Отсутствие привязки к культуре или языкам, а также эмоциональная универсальность и отсутствие смысла делают мем доступным для любой аудитории, независимо от возраста, географии или контекста.

## Критика

### Вред для человека
Несмотря на наглядную пользу смешных интернет-мемов, добавляющих жизни позитива, брейнрот может сыграть с мозгом «злую шутку». Постоянное потребление бессмысленного развлекательного контента ухудшает концентрацию и формирует «клиповое мышление». Хотя, отмечается, что само понятие «клиповое мышление» и его предмет являются ненаучными. После просмотра быстро сменяющих друг друга роликов уже сложно удержать своё внимание на рутинной работе. Так познавательные функции мозга начинают постепенно деградировать. Брейнрот-контент даёт возможность бесконечно скроллить, не думать, просто тратить время без усилий. Чем абсурднее и бессмысленнее он становится, тем легче отключиться от реальности. По мнению психолога и доктора филологических наук Дарьи Гребенюк, итальянский брейнрот негативно влияет на когнитивные функции человека. Она также сообщает, что это может грозить так называемой «цифровой деменцией»: из-за этого начинает страдать способность к глубокой обработке и запоминанию знаний. Помимо этого, может нарушиться работа хабинулы — отдела мозга, отвечающего за принятие решений и мотивацию. Дарья Гребенюк предлагает отдыхать и противостоять данному явлению с помощью простых упражнений и техник. Например, отслеживать, удается ли удерживать внимание на одном действии более 7—8 минут, и фиксировать результаты в бумажном ежедневнике или блокноте, чтобы снизить влияние гаджетов, соцсетей и информационного шума. Для тренировки мозга полезно читать по 10—15 минут в день, вдумчиво анализируя прочитанное. Если чтение не привлекает, можно смотреть художественные фильмы, концентрируясь на сюжете и анализируя увиденное. Важно давать мозгу отдых, избегая бессмысленного просмотра коротких видео и мемов, которые только перегружают его, несмотря на кажущуюся легкость в восприятии. В то же время ежедневная немецкая газета Die Tageszeitung назвала итальянский брейнрот «творческим подходом к технологиям, языку и поп-культуре».

### Озвучиваемый текст
В аудиоряде некоторых персонажей (в частности Бомбардиро Крокодило и Тралалеро Тралала) фигурируют оскорбления, религиозная нетерпимость и межнациональная рознь. Персонажи были обвинены в исламофобии и богохульстве, например, аудиоряд видео с Тралалеро Тралала содержит оскорбление Бога и Аллаха («Тралалеро Тралала, чёрт возьми и Аллах»). Некоторые мусульмане начали выступать против тренда брейнрот. Бомбардиро Крокодило подвергся критике за то, что в его аудиозаписи сказано, что он бомбит детей в Газе и Палестине и не верит в Аллаха.
Критика прозвучала также со стороны христианской общины. Пастор Саймон Таллур в проповеди сравнивал Бомбардиро Крокодило и Тунг Тунг Тунг Сахура с образом Иисуса Христа в представлении древних «еретиков», монофизитов, которые верили в объединение двух природ Иисуса в одну смешанную. Проповедник подчеркнул, что в Иисусе Христе эти две природы совершенно едины.

## Влияние
Визуальный стиль и формат итальянского брейнрота начали использоваться различными брендами в целях нативной рекламы и привлечения молодой аудитории. Авиакомпания Ryanair одной из первых интегрировала элементы жанра в свои публикации в ТикТок, выпустив ролики, стилизованные под абсурдные ИИ-мемы, с изображением самолёта в качестве персонажа и фразами в духе «Welcome to the family». Компания Samsung также подхватила тренд мем-феномена, выпустив ремикс в начале апреля 2025 года. Языковой образовательный сервис Duolingo использовал брейнрот-стилистику, публикуя контент с нелепыми псевдоитальянскими фразами, озвученными синтезированными голосами, что вызвало активный отклик в социальных сетях. Официальный аккаунт Демократической партии США в ТикТок, опубликовал короткое видео, высмеивающее американского миллиардера Илона Маска, который в то время являлся союзником 47-го президента США от Республиканской партии — Дональда Трампа.
В России на популярных маркетплейсах можно найти товары с разными персонажами, прежде всего с Бомбардиро Крокодило и Тралалеро Тралала: футболки, кру́жки, ароматические свечи, брелоки, чехлы для телефонов. Футбольный клуб «Зенит» выложил ролик, где Бомбардиро Крокодило играет с командой в футбол. Российский певец Дима Билан выложил мэшап своих песен с «Тралалело Тралала» и пошутил, что в 2006 году в его номере на «Евровидении» из рояля вылезала Балерина Капучино. Vizit, «Пятёрочка» и «ЁбиДоёби» использовали короткие видеоролики в стиле итальянского брейнрота для рекламы. В мае 2025 года индонезийская продюсерская компания Dee Company намекнула о экранизации мема про Тунг Тунг Тунг Сахура. Итальянский брейнрот также вдохновил многих авторов на создание множества крайне нестабильных мемкойнов.